# エクリプス (イングヴェイ・マルムスティーンのアルバム)
『エクリプス』（Eclipse）は、1990年に発表されたイングヴェイ・マルムスティーンの5作目のスタジオ・アルバム。

## 概要
前作『オデッセイ』からおよそ2年ぶりとなるスタジオ・アルバムで、メンバー全員をスウェーデン人に一新して制作された。日本版ジャケットの帯解説は「炎につつまれ、イングヴェイのギターは、孤高の音宇宙へ飛翔する!」である。
1990年12月10日には2枚組の『エクリプス・ダブル・パック』（Eclipse Double Pack）が日本限定で発売された。

## 収録曲
| 全作曲: イングヴェイ・マルムスティーン。 |                                                             |                                                    |                                |      |
| #                                        | タイトル                                                    | 作詞                                               | 作曲・編曲                     | 時間 |
| 1.                                       | 「メイキング・ラヴ」(Making Love)                           | イングヴェイ・マルムスティーン、ヨラン・エドマン   | イングヴェイ・マルムスティーン | 4:56 |
| 2.                                       | 「ベッドルーム・アイズ」(Bedroom Eyes)                      | イングヴェイ・マルムスティーン、ヨラン・エドマン   | イングヴェイ・マルムスティーン | 4:02 |
| 3.                                       | 「セイヴ・アワ・ラヴ」(Save Our Love)                       | イングヴェイ・マルムスティーン                     | イングヴェイ・マルムスティーン | 5:24 |
| 4.                                       | 「マザーレス・チャイルド」(Motherless Child)                | イングヴェイ・マルムスティーン                     | イングヴェイ・マルムスティーン | 4:13 |
| 5.                                       | 「デヴィル・イン・ディスガイズ」(Devil in Disguise)         | イングヴェイ・マルムスティーン、エリカ・ノーバーグ | イングヴェイ・マルムスティーン | 6:11 |
| 6.                                       | 「ジューダス」(Judas)                                       | イングヴェイ・マルムスティーン、ヨラン・エドマン   | イングヴェイ・マルムスティーン | 4:25 |
| 7.                                       | 「ホワット・ドゥ・ユー・ウォント」(What Do You Want)        | イングヴェイ・マルムスティーン                     | イングヴェイ・マルムスティーン | 3:49 |
| 8.                                       | 「ディーモン・ドライヴァー」(Demon Driver)                  | イングヴェイ・マルムスティーン、エリカ・ノーバーグ | イングヴェイ・マルムスティーン | 3:25 |
| 9.                                       | 「フォールト・ライン」(Faultline)                           | イングヴェイ・マルムスティーン、ヨラン・エドマン   | イングヴェイ・マルムスティーン | 5:08 |
| 10.                                      | 「シー・ユー・イン・ヘル」(See You in Hell (Don't Be Late)) | イングヴェイ・マルムスティーン                     | イングヴェイ・マルムスティーン | 3:39 |
| 11.                                      | 「エクリプス」(Eclipse)                                     | (Instrumental)                                     | イングヴェイ・マルムスティーン | 3:46 |
| 合計時間:                                | 合計時間:                                                   | 合計時間:                                          | 48:58                          |      |

| #   | タイトル                                                                        | 作詞                                             | 作曲・編曲                                       | 時間 |
| --- | ------------------------------------------------------------------------------- | ------------------------------------------------ | ------------------------------------------------ | ---- |
| 12. | 「メイキング・ラヴ (ロング・ヴァージョン)」(Making Love (Extended Guitar Solo)) | イングヴェイ・マルムスティーン、ヨラン・エドマン | イングヴェイ・マルムスティーン、ヨラン・エドマン | 6:22 |

### 『エクリプス・ダブル・パック』（Eclipse Double Pack）
| 全作曲: イングヴェイ・マルムスティーン。 |                                                                     |       |                                |      |
| #                                        | タイトル                                                            | 作詞  | 作曲・編曲                     | 時間 |
| 1.                                       | 「エクリプス」(Eclipse)                                             |       | イングヴェイ・マルムスティーン | 3:46 |
| 2.                                       | 「序曲1383」(Overture 1383)                                         |       | イングヴェイ・マルムスティーン | 2:58 |
| 3.                                       | 「クラカト」(Krakatau)                                              |       | イングヴェイ・マルムスティーン | 6:06 |
| 4.                                       | 「ファー・ビヨンド・ザ・サン (ライブ)」(Far Beyond the Sun（Live）) |       | イングヴェイ・マルムスティーン | 5:55 |
| 5.                                       | 「クライング」(Crying)                                              |       | イングヴェイ・マルムスティーン | 5:04 |
| 合計時間:                                | 合計時間:                                                           | 23:49 |                                |      |

## 参加者
- イングヴェイ・マルムスティーン	 - ギター、ギターシンセサイザー、ヴォーカル
- マッツ・オラウソン	 - 	キーボード
- ヨラン・エドマン	 - 	ヴォーカル
- マイケル・フォン・ノリング	 - 	ドラム
- スヴァンテ・ヘンリソン	 - 	ベース

## ライブ作品
Bedroom Eyes
- ライヴ・アット・武道館

Demon Driver
- スペルバウンド・ライヴ・イン・タンパ
- スペルバウンド・ライヴ・イン・オーランド

## カバー
Eclipse（楽曲）は、プロレスラー田上明の入場テーマソングでもあり、FaultlineとEclipseが合体した曲、DDTが演奏カバーしたEclipse、Concerto Moonが演奏カバーしたEclipseが利用された。
| 曲名       | アーティスト  | 収録作品                               | 発売日        | 発売元 | 規格品番  |
| ---------- | ------------- | -------------------------------------- | ------------- | ------ | --------- |
| エクリプス | DDT           | 全日本プロレステーマ大全集Vol.2        | 1993年12月1日 | Vap    | VPCC81032 |
| エクリプス | Concerto Moon | 全日本プロレステーマ大全集vol.3        | 1998年4月22日 | Vap    | VPCC81275 |
| エクリプス | Concerto Moon | PRO-WRESTLING NOAH -FIGHT for FREEDOM- | 2009年5月8日  | Vap    | VPCC81628 |